# Renzo Lopez
Renzo Lopez (sinh ngày 16 tháng 4 năm 1994) là một cầu thủ bóng đá người Uruguay.

## Sự nghiệp câu lạc bộ
Renzo Lopez đã từng chơi cho Kyoto Sanga FC.